# كأس القارات لكرة السلة 1975
كأس القارات لكرة السلة 1975 هو الموسم 8 من كأس القارات لكرة السلة. أشرف على تنظيمه الاتحاد الدولي لكرة السلة، وكان عدد الأندية المشاركة فيه 6، وفاز فيه بالاكانسترو كانتو.